# Run with the Pack
Run with the Pack é o terceiro álbum de estúdio da banda Bad Company, lançado a 21 de Fevereiro de 1976.
| Críticas profissionais                                                      | Críticas profissionais |
| Avaliações da crítica                                                       | Avaliações da crítica  |
| Fonte                                                                       | Avaliação              |
| --------------------------------------------------------------------------- | ---------------------- |
| allmusic                                                                    | [ 1 ]                  |
| Esta tabela precisa de ser acompanhada por texto em prosa. Consulte o guia. |                        |

## Faixas

### Lado 1
1. "Live for the Music" (Mick Ralphs) – 3:58
2. "Simple Man" (Mick Ralphs) – 3:37
3. "Honey Child" (Paul Rodgers/Mick Ralphs/Boz Burrell/Simon Kirke) – 3:15
4. "Love Me Somebody" (Paul Rodgers) – 3:09
5. "Run With the Pack" (Paul Rodgers) – 5:21

### Lado 2
1. "Silver, Blue and Gold" (Paul Rodgers) – 5:03
2. "Young Blood" (Jerry Leiber/Mike Stoller/Doc Pomus) – 2:37
3. "Do Right by Your Woman" (Paul Rodgers) – 2:51
4. "Sweet Lil' Sister" (Mick Ralphs) – 3:29
5. "Fade Away" (Paul Rodgers) – 2:54